# Майніті (премія)
Кінопремія «Майніті» (яп. 毎日 映画 コンクール) — щорічна японська кінопремія, що спонсорується газетою «Майніті Сімбун».
Існує з 1935, проте спочатку називалася «Національна японська кінопремія». З 1947 премія спонсорується газетою «Майніті Сімбун», на честь якої і називається.

## Номінації
- Найкращий японський фільм
- Найкращий іноземний фільм
- Найкраща чоловіча роль
- Найкраща жіноча роль
- Найкраща чоловіча роль другого плану
- Найкраща жіноча роль другого плану
- Найкращий молодий актор
- Найкраща режисура
- Найкращий фільм іноземною мовою
- Найкращий сценарій
- Найкраща операторська робота
- Найкраща музика до фільму
- Найкращий монтаж
- Найкраща робота звукорежисера
- Найкраща робота художника
- Найкращий анімаційний фільм
- Премія імені Нобуро Офуджі
- Найкращий документальний фільм
- Спеціальний приз